# Вірджинія Трешер
Вірджинія Тре́шер (англ. Virginia Thrasher; нар. 28 лютого 1997 (28 років) , Роум ) — американська спортсменка, стрілець, що спеціалізується на стрільбі з пневматичної гвинтівки, олімпійська чемпіонка.

## Виступи на Олімпіадах
| Олімпіада | Дисципліна                                     | Місце |
| --------- | ---------------------------------------------- | ----- |
| Ріо 2016  | пневматична гвинтівка, 10 м                    | 1     |
| Ріо 2016  | дрібнокаліберна гвинтівка, 50 м, три положення | 11    |